# Quan surti la lluna
Quan surti la lluna (títol original en anglès: The Rising of the Moon) és una pel·lícula irlandesa dirigida per John Ford, estrenada el 1957. Ha estat doblada al català

## Argument
Pel·lícula de tres episodis, on Ford retroba la seva Irlanda natal, a través d'històries molt properes als seus coneguts, i que utilitza Tyrone Power com a narrador.

## Repartiment
- Cyril Cusack: Inspector Michael Dillon
- Noel Purcell: Dan O'Flaherty
- Jack MacGowran: Mickey J.
- Tony Quinn: El cap d'estació
- Michael Trubshave: Coronel Frobishire
- May Graig: la tia
- Denis O'Dea: El sergent de policia Tom O'Hara
- Eileen Crowe: la seva dona
- Frank Lawton: l'oficial britànic

## Comentaris
El guió és tret d'una novel·la de Frank O'Connor, d'una comèdia de Martin J. McHugh i de l'obra de Lady Gregory.
«He fet la pel·lícula per divertir i n'he tret molt de plaer» reconeixia John Ford. Renuncia aquí al color i escull de realitzar aquesta pel·lícula en tres parts completament rodades a Irlanda. És una obra relativament a part de la carrera de Ford, a la vegada atractiva per la manera com el cineasta busca reprendre amb algunes de les tradicions de la seva Irlanda natal i al mateix temps decebedora en relació amb les seves grans pel·lícules.

## Al voltant de la pel·lícula
- Tyrone Power, que interpreta el seu propi paper, es presenta i recorda els seus orígens irlandesos.[4]
- El rodatge es va desenvolupar a Irlanda (Comtat de Galway, Comtat de Clare, Dublín) de març a maig de 1956.
- Earnan O'Malley, un dels consellers tècnics de la pel·lícula, era d'altra banda un membre actiu de l'IRA.